# Bolivaria brachyptera

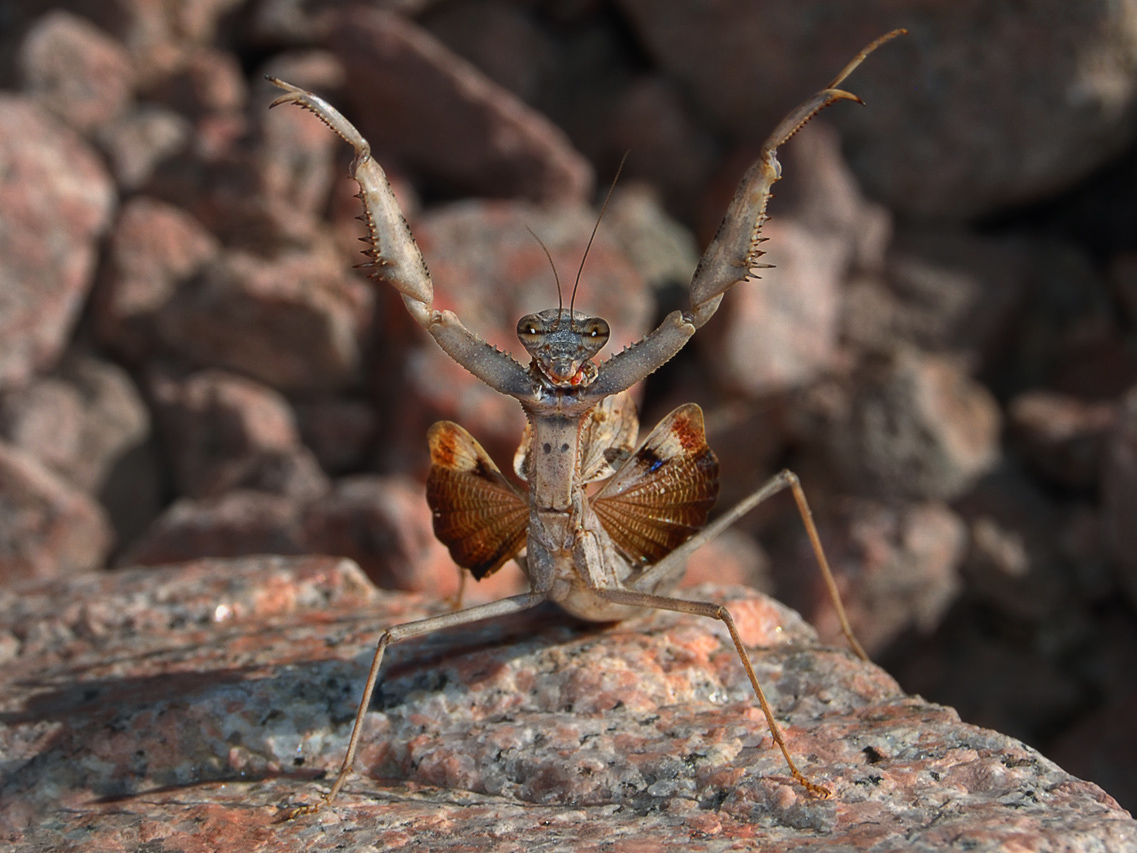
Drohgebärde

Bolivaria brachyptera ist eine Art der zu den Insekten gehörenden Fangschrecken. Sie ist von Ost- und Südosteuropa bis nach Zentralasien verbreitet.

## Merkmale
Die Körperlänge der Imagines beträgt ungefähr 3,5–4,5 cm. Die Alae (Hautflügel) sind länger als die Tegmina (Deckflügel). 

### Ähnliche Arten
Verwechslungen können auftreten mit ostmediterranen Ameles-Arten wie Ameles spallanzania, Ameles heldreichi oder Ameles decolor. Die Vordertibien besitzen Dornen am ventralen Rand, die Ameles-Arten fehlen. Auch die Augen können ein Unterscheidungsmerkmal bieten.

## Verbreitung
Das Verbreitungsgebiet von Bolivaria brachyptera erstreckt sich vom östlichen Mittelmeerraum bis nach Zentralasien. Im Südwesten liegen zwei Funde aus Griechenland (Euböa, Kreta) vor, hier scheint die Art aber erst in jüngerer Zeit vorzukommen. Von hier kommt die Art über die Türkei bis in den Irak und Iran vor. Im Nordwesten reicht das Verbreitungsgebiet bis auf die Halbinsel Krim in der Ukraine. Auch die Oblast Donezk und der Süden der Oblast Cherson werden besiedelt. Von hier zieht sich das Areal in den Osten nach Russland und den Kaukasus. Im Kaukasus werden Georgien, Armenien und Aserbaidschan besiedelt. In Russland reicht das Areal im Norden bis in die Oblast Saratow und Oblast Orenburg. Es reicht Richtung Südosten noch über Kasachstan bis nach Usbekistan und Kirgisistan.

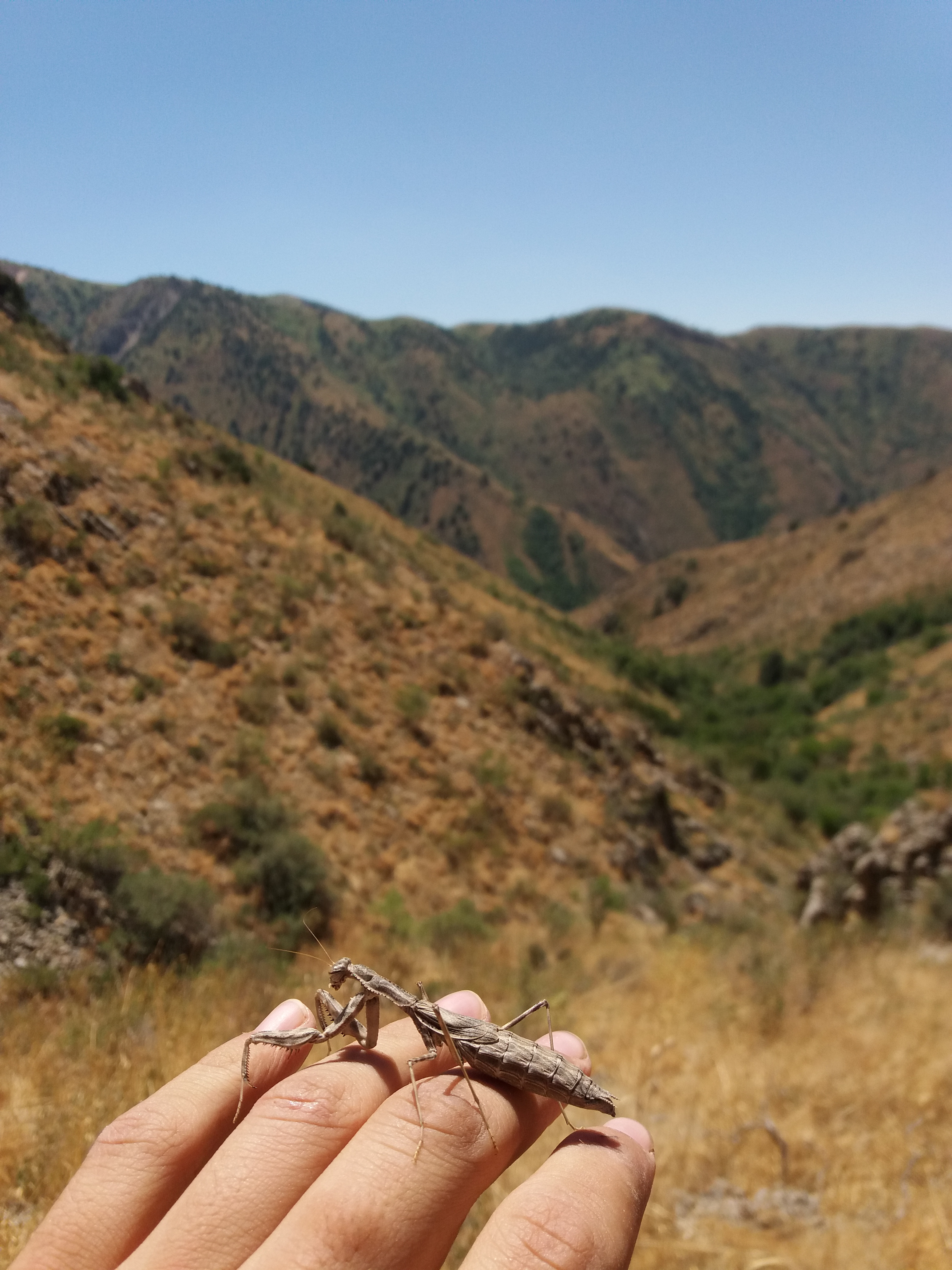
Ein Exemplar aus den Gebirgen Zentralasiens (1800 m Höhe)

## Lebensweise

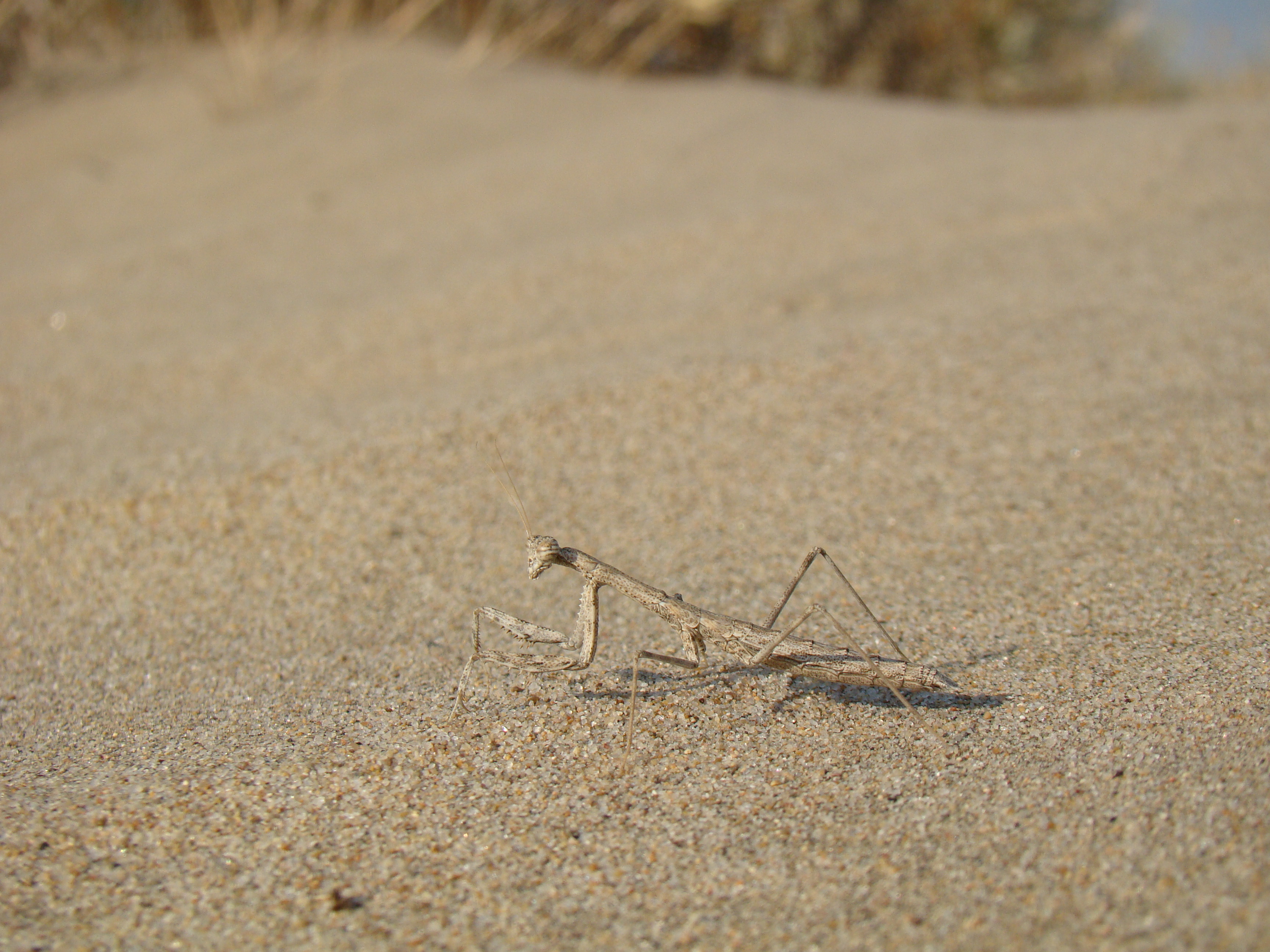
Ein Exemplar aus Kasachstan

Die meisten Funde der Art gelingen von Mai bis September, vereinzelt wird sie auch im April oder Oktober gefunden.
Im Iran wurden hauptsächlich auf dem Thorax gefundener Exemplare von Bolivaria brachyptera die Milben Dolichothrombium sp. und Eutrombidium aegyptium gefunden.

## Taxonomie
Die Art wurde 1773 von Peter Simon Pallas als Mantis brachyptera erstbeschrieben. Ein weiteres Synonym lautet Bolivaria commutata Fieber, 1853. Das Art-Epitheton bezieht sich auf die kurzen Flügel, siehe Brachypterie.